# John Gibbons (claveciniste)
John Gibbons, né en 1941 aux États-Unis, est un claveciniste et pianofortiste classique, chef d'orchestre et professeur de musique américain.

## Biographie
John Gibbons reçoit le Erwin Bodky Prize (1969), la NEC Chadwick Medal (1967), et une bourse Fulbright afin d'étudier avec Gustav Leonhardt à Amsterdam,,.
Il joue en soliste ou avec le Boston Museum Trio dont il est membre,. Il enseigne au Conservatoire de musique de la Nouvelle-Angleterre, où il dirige l'ensemble de l'établissement, le NEC Bach Ensemble,,,.
Il interprète notamment les compositions de Bach.